# Haute-Goulaine

Haute-Goulaine este o comună în departamentul Loire-Atlantique, Franța. În 2009 avea o populație de 5,509 de locuitori.